# Élections législatives centrafricaines de 2016
Les élections législatives centrafricaines de 2016 se déroulent le 30 décembre 2015, en même temps que le premier tour de l'élection présidentielle. Après l'annulation des résultats, un nouveau vote est organisé les 14 février (date du second tour de la présidentielle) et 31 mars 2016.

## Découpage
Chaque sous-préfecture ou arrondissement de la ville de Bangui constitue une circonscription. Il est institué une circonscription supplémentaire par tranche respective de 35 000 habitants pour les sous-préfectures et 45 000 habitants pour les arrondissements de Bangui. Selon le décret du 26 août 2015, le nouveau découpage électoral porte à 141 le nombre de circonscriptions,.

## Calendrier électoral
Initialement prévues le 27 décembre, elles sont repoussées de trois jours le 24 décembre par la présidente par intérim Catherine Samba-Panza, en raison de problèmes logistiques.

## Déroulement
Des dysfonctionnements dans l'impression et l'acheminement des bulletins de vote empêchent le scrutin d'avoir lieu dans trente circonscriptions au moins (sur cent quarante). Ceci conduit la Cour constitutionnelle à annuler le premier tour, le 25 janvier 2016, afin de le réaliser ultérieurement. Le premier tour se déroule finalement le 14 février 2016, en même temps que le second tour de la présidentielle. Le second tour, initialement prévu le 27 mars, est repoussé au 31 mars, pour des raisons logistiques.

## Résultats
La Cour constitutionnelle de transition de la République centrafricaine valide 46 députés élus au 1er tour et invalide 10 circonscriptions. Au second tour, 83 élections sont validées et deux invalidées. Ainsi, 55 candidats indépendants sont élus et 17 partis politiques centrafricains sont représentés à l'Assemblée nationale. Douze résultats étant invalidés, les circonscriptions concernées font l'objet d'élections législatives partielles dont le 1er tour a lieu le 15 mai 2016.
|                                                                                     |                |                |                |                |                    |     |  |  |  |
| Affiliations et partis                                                              | Sièges obtenus | Sièges obtenus | Sièges obtenus | Sièges obtenus | Sièges obtenus     | +/– |  |  |  |
| Affiliations et partis                                                              | Total          | 1er tour       | 2d tour        | 15 mai         | 26 juin et Bimbo 1 | +/– |  |  |  |
| Candidats indépendants                                                              | 60             | 21             | 33             | 2              | 4                  | +34 |  |  |  |
| Union nationale pour la démocratie et le progrès (UNDP)                             | 16             | 5              | 8              | 1              | 2                  | Nv  |  |  |  |
| Union pour le renouveau centrafricain (URCA)                                        | 11             | 3              | 8              | 0              | 0                  | Nv  |  |  |  |
| Mouvement de libération du peuple centrafricain (MLPC)                              | 10             | 3              | 6              | 0              | 1                  | +9  |  |  |  |
| Rassemblement démocratique centrafricain (RDC)                                      | 8              | 2              | 5              | 0              | 1                  | +8  |  |  |  |
| Kwa Na Kwa (KNK)                                                                    | 7              | 3              | 4              | 0              | 0                  | –54 |  |  |  |
| Rassemblement pour la République (RPR)                                              | 6              | 1              | 5              | 0              | 0                  | Nv  |  |  |  |
| Parti africain pour une transformation radicale et l'intégration des États (PATRIE) | 5              | 1              | 4              | 0              | 0                  | Nv  |  |  |  |
| Parti pour la gouvernance démocratique (PGD)                                        | 3              | 2              | 1              | 0              | 0                  | Nv  |  |  |  |
| Parti de la renaissance centrafricaine (PARC)                                       | 3              | 0              | 3              | 0              | 0                  | Nv  |  |  |  |
| Convention républicaine pour le progrès social (CRPS)                               | 3              | 1              | 1              | 0              | 1                  | Nv  |  |  |  |
| Mouvement national de solidarité (MNS)                                              | 2              | 0              | 2              | 0              | 0                  | Nv  |  |  |  |
| Mouvement pour la démocratie et le développement (MDD)                              | 1              | 1              | 0              | 0              | 0                  | -1  |  |  |  |
| Parti socialiste (PS)                                                               | 1              | 1              | 0              | 0              | 0                  | Nv  |  |  |  |
| Parti d'action pour le développement (PAD)                                          | 1              | 0              | 1              | 0              | 0                  | –2  |  |  |  |
| Parti pour la démocratie et la solidarité - Kélémba (PDSK)                          | 1              | 0              | 1              | 0              | 0                  | Nv  |  |  |  |
| Parti de l'unité nationale (PUN)                                                    | 1              | 0              | 1              | 0              | 0                  | +1  |  |  |  |
| Union nationale des démocrates républicains (UNADER)                                | 1              | 1              | 0              | 0              | 0                  | Nv  |  |  |  |
| Total                                                                               | 140            | 46             | 83             | 3              | 9                  | +35 |  |  |  |
| Sources: RJDH, CCT, UIP                                                             |                |                |                |                |                    |     |  |  |  |